# 長野県北佐久農業高等学校
長野県北佐久農業高等学校（ながのけん きたさくのうぎょうこうとうがっこう）は、長野県佐久市大字岩村田に存在した公立高等学校。2015年（平成27年）3月1日 閉校式が行われ114年の歴史に幕を閉じ、同年4月1日北佐久農業高校は臼田高校・岩村田高校工業科と統合し、長野県佐久平総合技術高等学校となった。
略称は「北農」（ほくのう）、文化祭は「北農祭」。
校歌の作詞は高野辰之、作曲は片山頴太郎。

## 沿革
- 1901年（明治34年）3月1日 - 岩村田実業補習学校として開校。農業科、商業科、女子部(裁縫・染色)を設置。
- 1902年（明治35年）8月5日 - 岩村田町立乙種農業学校となる。岩村田龍雲寺で授業。
- 1911年（明治44年）4月1日 - 北佐久郡に移管、長野県北佐久郡立岩村田農学校と改称。
- 1920年（大正9年）1月16日 - 長野県に移管、長野県北佐久農学校（甲種実業学校）と改称。
- 1921年（大正10年）3月1日 - 畜産科を設置。
- 1939年（昭和14年）3月31日 - 畜産科を廃止。
- 1940年（昭和15年）5月27日 - 獣医科を設置。
- 1946年（昭和21年）1月7日 - 獣医科を畜産科と改称。
- 1948年（昭和23年）4月1日 - 学制改革より、長野県北佐久農業高等学校となる。全日制に農業、畜産、農産製造、農村家庭課程を設置。
- 1948年（昭和23年）5月1日 - 定時制を設置、農業課程及び農村家庭課程を置く。
- 1950年（昭和25年）4月1日 - 定時制御代田分校を設置。
- 1952年（昭和27年）3月31日 - 全日制農村家庭課程を廃止。
- 1963年（昭和38年）4月1日 - 学科名改称。全日制課程は、農業科、畜産科、食品加工科、生活科、定時制課程は、農業科、生活科を設置。
- 1975年（昭和50年）3月31日 - 定時制御代田分校を廃止。
- 1976年（昭和51年）3月31日 - 定時制を廃止。
- 1979年（昭和54年）4月1日 - 園芸科を設置。
- 1991年（平成3年）4月1日 - 畜産科学科を設置。
- 2004年（平成16年）4月1日 - 学科名改称。栽培システム科、生物サイエンス科、食品サービス科を設置。
- 2015年（平成27年）3月1日 - 北佐久農業高校の閉校式が行われ114年の歴史に幕を閉じた。
- 2015年（平成27年）4月1日 - 北佐久農業高校は臼田高校・岩村田高校 工業科と統合し佐久平総合技術高等学校となった[1]。

## 教育目標
- 個人の尊厳を重んじ、自他の敬愛と協力によって公民的教養を高めること。
- 勉学に精励し、勤労を尊び、知性と情操の向上につとめること。
- 健康に留意し、体位の向上につとめること。

## 最寄駅
- 東日本旅客鉄道小海線：岩村田駅

## 著名な卒業生
- \(^o^)/チエ - 元女子プロレスラー
- 川元奨 - 800m日本記録保持者